# Juan Jaramillo
 (novembre 2009).
Améliorez-le ou discutez des points à vérifier. 
 (novembre 2008).
Si vous disposez d'ouvrages ou d'articles de référence ou si vous connaissez des sites web de qualité traitant du thème abordé ici, merci de compléter l'article en donnant les références utiles à sa vérifiabilité et en les liant à la section « Notes et références ».
Le Capitaine Jean Jaramillo (le vieux), a été l'un des tout premiers, avec Hernán Cortés, 
de ceux qui ont entrepris la conquête et l'exploration de la Nouvelle-Espagne.

## Biographie
Riche commissionnaire  de la zone comprise entre Jilotepec et Querétaro, 
il eut une relation étroite avec La Malinche avec qui il a une fille et une parenté avec certains ancêtres de Maria Ignacia de Quintanar (1802-1865)[réf. nécessaire].
Ce collaborateur proche et lieutenant d'Hernán Cortés dans la conquête du Mexique, connu pour son mariage avec Dame Marina - l'interprète fameuse de Cortés, plus connue sous le surnom de la "Malinche"-, reçut de nombreuses grâces pour les services rendus à la Couronne de la Castille.
Quand Marina mourut Juan Jaramillo convola en deuxièmes noces avec Dame Beatriz de Andrada, qui par la suite restée veuve, devint - comme on le rapporta - la femme la plus riche du Mexique.